# 金森俊朗
金森 俊朗（かなもり としろう、1946年 - 2020年3月2日）は、日本の教育者。元北陸学院大学人間総合学部教授。元小学校教諭。

## 来歴
石川県七尾市（旧中島町）出身。金沢大学教育学部卒。1980年代より人と自然の繋がりを模索しながら様々な実践教育に取り組み、1989年に妊婦を招いて行った性の授業を皮切りに、1990年には末期癌患者を招いた「デスエデュケーション」を行う。これらの授業は「いのちの授業」と呼ばれ、その教育思想と実践は教育界のみならず、医療・福祉関係者からも大きな注目を集め、「情操教育の最高峰」と高い評価を受けた。NHKスペシャル「涙と笑いのハッピークラス　四年一組命の授業」で金森学級が取り上げられ、大きな反響を呼んだ。同番組は、2003年日本賞グランプリ、2004年バンフテレビ祭「グローバルテレビジョン・グランドプライズ」を受賞した。小学校を定年退職した後は、北陸学院大学で教員志望の学生を指導した。
2020年3月2日、肺がんで死去。73歳没。

## 受賞
- 1989年 教育科学研究会賞
- 1997年 中日教育賞
- 2010年 ペスタロッチー教育賞[1]

## 著書
- 『太陽の学校』（教育史料出版会　1988）
- 『町にとびだせ探偵団――おコメと水をさぐる』（ゆい書房　1994）
- 『いのちの教科書 学校と家庭で育てたい生きる基礎力』（角川書店　2003）
  - 『いのちの教科書　生きる希望を育てる』文庫
- 『希望の教室　金森学級からのメッセージ』（角川書店）2003
- 『子どもの力は学び合ってこそ育つ　金森学級38年の教え』角川oneテーマ21 2007年
- 『金森俊朗の子ども・授業・教師・教育論』子どもの未来社 2009
- 『子どもたちは作家になる 大人を超える「生きる力」と「学力」』角川書店 2009
- 『「子どものために」は正しいのか』学研新書 2010

### 共著
- 『性の授業 死の授業性の授業 輝く命との出会いが子どもを変えた』（村井淳志共著　教育史料出版会　1996）
- 『子どもが見えない』NHKスペシャル「子どもが見えない」取材班,義家弘介共著 ポプラ社 2005
- 『いのちってなんだろう』中村桂子,沼野尚美,高橋卓志,鷲田清一共著 佼成出版社 2007 子どもだって哲学
- 『実践を語る 西條昭男・金森俊朗・竹沢清 子どもの心に寄りそう教育実践』田中耕治編著 日本標準 2010
- 『学び合う教室　金森学級と日本の世界教育遺産』辻󠄀直人 共著 角川新書　KADOKAWA 2017